# Фрікселл
Фріксел (англ. Lake Fryxell) — безстічне озеро в районі Землі Вікторії, Антарктида. Розташоване в долині Тейлора Трансантарктичного хребта між льодовиком Канада і льодовиком Співдружності. Довжина озера становить 4,5 км, площа — 7 км². Розташовується на висоті 18 м над рівнем моря, має глибину 19 м.
Озеро постійно покрито льодом товщиною близько 5 м. Вода в ньому солона, близька за складом до морської. Нижче 9,5 м виявлено високі концентрації метану і сірководню. Температура води в літній період коливається від 0,5 до 2,5° C.
Озеро Фріксел було нанесено на карту Британською антарктичною експедицією під керівництвом  Роберта Скотта в 1910-13 роках. В 1957-58 роках під час проведення американської  операції Діп-Фриз озеро було досліджено професором Т. Л. Певе, який назвав його на честь відомого гляціолога Фрітьофа М. Фріксела (Fritiof M. Fryxell).